# Jelec
Jelec (ruski: Елец) je grad u Lipeckoj oblasti u Rusiji, smješten na rijeci Bistraja Sosna, koja je pritok Dona. U gradu je živjelo 108,404 stanovnika 2010.

## Povijest
Jelec je najstarije središte Središnje regije černozemlja. Spominje se u povijesnim dokumentima već 1146., kada je pripadao knezovima grada Rjazana. Mnogo puta je osvajan i razaran, pa je tako bio plijen i za turske osvajače. Mongoli su ga spalili 1239., Uzbeg Kan opustošio ga je 1316., Timur 1395., a Tatari ga devastirali 1414.
Godine 1483., Kneževina Jelec pripaja se Velikoj kneževini Moskvi, dok su lokalni vladari Rjurikoviči, stupili u službu Ivana III. Godine 1591., Boris Godunov oživio je uglavnom napušteni grad uspostavljanjem tvrđave. Oko 20,000 Kozaka zarobilo je tvrđavu 1618. Oni su rastavili veliki dio gradskih bedema.
U 19. stoljeću, Jelec postaje najveće trgovinsko središte regije. Važni proizvodi su: rukom vezena čipka, žito i strojevi. Glavna znamenitost je velika katedrala Uzašašća, izgrađena od 1845. do 1889. u neo-moskovlskom stilu pod vodstvom, službenog carskog arhitekta Konstantina Thona. To je jedina crkva, koju je projektirao Thon, a da je preživjela sovjetske godine, više ili manje netaknuta. Grad je bio okupiran i oštećena od strane nacista 1941.

## Ekonomija i promet
Grad je željeznicom i autocestom povezan s Moskvom, Lipeckom, Orelom i Rostovom na Donu.
Glavne industrije su: vađenje vapnenca, inženjering, prehrambena i tekstilna industrija (čipka), proizvodnja duhana i votke.

## Kultura i obrazovanje
Jelec ima kazalište, kino, i nekoliko sportskih borilišta. Državno sveučilište Jelec nastalo je iz instituta 2000., a grad ima osam srednjih škola.

## Galerija
- Hram jelečke ikone Božje Majke
- Ulica u Jelecu
- Ženski manastir
- Poštanska marka s čipkom iz Jeleca